# Ekstraliga baseballowa (2021)
Ekstraliga baseballowa 2021 – 37. edycja ekstraligi baseballowej, organizowana przez Polski Związek Baseballu i Softballu. Triumfatorem rozgrywek została Stal Kutno.

## Runda zasadnicza
| Lp. | Drużyna           | Mecze | Mecze | Mecze | Punkty | Punkty | Punkty |
| Lp. | Drużyna           | M     | W     | P     | +      | –      | +/–    |
| --- | ----------------- | ----- | ----- | ----- | ------ | ------ | ------ |
| 1.  | Stal Kutno        | 20    | 18    | 2     | 210    | 46     | +164   |
| 2.  | Silesia Rybnik    | 20    | 13    | 7     | 137    | 91     | +46    |
| 3.  | Baseball Wrocław  | 20    | 11    | 9     | 127    | 128    | -1     |
| 4.  | Centaury Warszawa | 20    | 9     | 11    | 110    | 125    | -15    |
| 5.  | Gepardy Żory      | 20    | 8     | 12    | 117    | 151    | -34    |
| 6.  | Dęby Osielsko     | 20    | 1     | 19    | 93     | 249    | -156   |

|  | Awans do rundy play-off |

## Runda play-off
|  |           |                   |           |                   |   |       |            |       |
|  | Półfinały | Półfinały         | Półfinały |                   |   | Finał | Finał      | Finał |
|  | Półfinały | Półfinały         | Półfinały |                   |   | Finał | Finał      | Finał |
|  |           |                   |           |                   |   |       |            |       |
|  |           |                   |           |                   |   |       |            |       |
|  | 1         | Stal Kutno        | 3         |                   |   |       |            |       |
|  | 1         | Stal Kutno        | 3         |                   |   |       |            |       |
|  | 4         | Centaury Warszawa | 0         |                   |   |       |            |       |
|  | 4         | Centaury Warszawa | 0         |                   |   | 1     | Stal Kutno | 3     |
|  |           |                   |           |                   |   | 1     | Stal Kutno | 3     |
|  |           |                   | 2         | Silesia Rybnik    | 0 |       |            |       |
|  | 2         | Silesia Rybnik    | 2         | Silesia Rybnik    | 0 | 3     |            |       |
|  | 2         | Silesia Rybnik    |           |                   |   |       |            |       |
|  | 3         | Baseball Wrocław  | 0         |                   |   |       |            |       |
|  | 3         | Baseball Wrocław  | 0         | Mecz o 3. miejsce |   |       |            |       |
|  |           |                   |           |                   |   |       |            |       |
|  |           |                   |           |                   |   |       |            |       |
|  |           |                   |           |                   |   |       |            |       |
|  | 3         | Baseball Wrocław  | 2         |                   |   |       |            |       |
|  | 3         | Baseball Wrocław  | 2         |                   |   |       |            |       |
|  | 4         | Centaury Warszawa | 0         |                   |   |       |            |       |
|  | 4         | Centaury Warszawa | 0         |                   |   |       |            |       |

### Półfinały
Stal Kutno vs Centaury Warszawa
| Data       | Gospodarz         | Wynik | Gość              | Przypisy |
| ---------- | ----------------- | ----- | ----------------- | -------- |
| 04.09.2021 | Stal Kutno        | 10:7  | Centaury Warszawa | [ 2 ]    |
| 05.09.2021 | Stal Kutno        | 11:0  | Centaury Warszawa | [ 2 ]    |
| 11.09.2021 | Centaury Warszawa | 12:1  | Stal Kutno        | [ 3 ]    |

Silesia Rybnik vs Baseball Wrocław
| Data       | Gospodarz        | Wynik | Gość             | Przypisy |
| ---------- | ---------------- | ----- | ---------------- | -------- |
| 27.08.2022 | Silesia Rybnik   | 2:1   | Baseball Wrocław | [ 2 ]    |
| 28.08.2022 | Silesia Rybnik   | 5:4   | Baseball Wrocław | [ 2 ]    |
| 03.09.2022 | Baseball Wrocław | 3:8   | Silesia Rybnik   | [ 3 ]    |

### Mecz o 3. miejsce
| Data       | Gospodarz         | Wynik | Gość              | Przypis |
| ---------- | ----------------- | ----- | ----------------- | ------- |
| 18.09.2021 | Baseball Wrocław  | 9:0   | Centaury Warszawa | [ 4 ]   |
| 19.09.2021 | Centaury Warszawa | 6:9   | Baseball Wrocław  | [ 4 ]   |

### Finał
| Data       | Gospodarz      | Wynik | Gość           | Przypis |
| ---------- | -------------- | ----- | -------------- | ------- |
| 18.09.2021 | Stal Kutno     | 6:5   | Silesia Rybnik | [ 4 ]   |
| 19.09.2021 | Stal Kutno     | 9:7   | Silesia Rybnik | [ 4 ]   |
| 25.09.2021 | Silesia Rybnik | 7:12  | Stal Kutno     | [ 5 ]   |

| Mistrz Polski 2021 Zwycięzcy |
| ---------------------------- |
| Stal Kutno 19. Tytuł         |